# Скорано (Терамо)
Скорано (итал. Scorrano) је насеље у Италији у округу Терамо, региону Абруцо.
Према процени из 2011. у насељу је живело 71 становника. Насеље се налази на надморској висини од 560 м.